# Johannelund
Johannelund – powierzchniowa stacja sztokholmskiego metra, leży w Sztokholmie, w dzielnicy Västerort (Hässelby-Vällingby), w przemysłowej części Vinsta. Na zielonej linii (T19), między Hässelby gård i Vällingby. Dziennie korzysta z niej około 1300 osób.
Stacja znajduje się między Lövstavägen i Bergslagsvägen, na północ od Bergslagsplanu. Ma jedno wyjście. Stację otworzono 1 listopada 1956 (odcinek Vällingby-Hässelby gård), składy jeździły wówczas na linii Hötorget-Hässelby gård. Jako jedna z niewielu stacji ma dwa jednokrawędziowe perony.

## Czas przejazdu
| Linia | Stacja          | Czas przejazdu | Stacja                                       | Czas przejazdu                     |
| T19   | Hässelby strand | 4 min          | Åkeshov Alvik T-Centralen Gamla stan Slussen | 10 min 17 min 30 min 31 min 33 min |
| T19   | Hagsätra        | 52 min         | Åkeshov Alvik T-Centralen Gamla stan Slussen | 10 min 17 min 30 min 31 min 33 min |

## Otoczenie
W najbliższym otoczeniu stacji znajdują się:
- Johannelundstoppen
- Hässelby slott
- Vinsta bollplan
- Vinsta Gård
- Vinstagårdsskolan
- Vällingby brandstation